# Dudley Powers
Dudley Powers (* 25. Juni 1911 in Moorhead; † 22. Februar 2004 in Bradenton) war ein US-amerikanischer Cellist, Dirigent und Musikpädagoge.

## Leben
Powers bildete in seiner Jugend mit seiner Schwester Dorothy (Erste Geige) und seinen Brüdern Harold (Zweite Geige) und Arthur (Bratsche) ein Streichquartett, mit dem er in seiner Heimatregion auftrat. Von 1925 bis 1928 studierte er an der Juilliard School, danach erwarb er den Bachelor- und Mastergrad an der Northwestern University. Außerdem nahm er Unterricht bei Emanuel Feuermann in der Schweiz.
Ab 1931 unterrichtete er an der Musikschule der Northwestern University. Von 1955 bis zu seiner Emeritierung 1980 hatte er dort eine Professur für Cello inne. Er wurde Direktor des Streicherdepartments und spielte Cello im Eckstein Quartet der Universität. Danach war er bis 1986 Gastprofessor an der University of South Florida in Tampa.
Von 1930 bis 1933 war Powers Cellist in der Little Symphony of Chicago. Von 1933 bis 1953 war er Mitglied des Chicago Symphony Orchestra. Unter der Leitung von Frederick Stock spielte er zunächst in der Cellosektion, unter Désiré Defauw wurde er 1943 Erster und Solocellist des Orchesters. Als Dirigent trat er mit dem Chicago Youth Orchestra (1955), der Skokie Valley Symphonietta (1956), der Fox Valley und der Racine Symphony (1957) auf. Ab 1958 dirigierte er das Youth Symphony Orchestra of Greater Chicago und das Racine Wisconsin Symphony Orchestra. Als Kammermusiker war er Mitglied des Mischakoff String Quartet und des Wicher-Powers-Reuter Trio und spielte mit der Chamber Music Society und dem Sheridan String Quartet.